# Papa Clement al XIV-lea
Papa Clement al XIV-lea (născut Gian Vincenzo Antonio Ganganelli; n. 31 octombrie 1705, Santarcangelo di Romagna, Emilia-Romagna, Italia – d. 22 septembrie 1774, Roma, Statele Papale) a fost un papă al Romei.